# Aussonnelle
L'Aussonnelle est une rivière du sud de la France qui coule dans le département de la Haute-Garonne, dans la nouvelle région Occitanie. C'est un affluent direct de la Garonne.

## Géographie
De 42,4 km de longueur, l'Aussonnelle prend sa source à Saint-Thomas dans le Savès dans la Haute-Garonne, à la limite du Gers, et se jette dans la Garonne en rive gauche, au niveau de la limite communale entre Seilh et Gagnac-sur-Garonne, dans le département de la Haute-Garonne.
Elle parcourt une distance de 42,4 km (30 km à vol d'oiseau). La source se situe à 300 m d'altitude et le point de confluence avec la Garonne à 117 m d'altitude, pour une pente moyenne de 0,43 %.
Son bassin versant couvre 190 km2, principalement en Haute-Garonne mais également dans le Gers.

### Département et communes traversées
- Haute-Garonne : Saint-Thomas, Bonrepos-sur-Aussonnelle, Fontenilles, La Salvetat-Saint-Gilles, Plaisance-du-Touch, Léguevin, Pibrac, Colomiers, Cornebarrieu, Aussonne, Seilh, Gagnac-sur-Garonne.

### Organisme gestionnaire
Le SIVU Vallée de l'Aussonnelle (syndicat incluant Aussonne, Colomiers, Cornebarrieu, Pibrac et Seilh) est chargé de l'entretien des berges.

## Principaux affluents
- Le Guignorieu : 5,1 km
- Le ruisseau des Crabères : 7,7 km
- Le Vidaillon : 4,6 km
- Le Courbet : 10,1 km
- Le ruisseau du Rouchet : 5,5 km
- Le ruisseau du Gajea-Panariol : 14,3 km
- Le Barnefond : 5,5 km

## Hydrologie
Le débit de l'Aussonnelle a été observé sur une période de 41 ans (1968-2008), à Seilh, c'est-à-dire au niveau de son confluent avec la Garonne. La surface prise en compte est de 192 km2, soit la quasi-totalité du bassin versant de la rivière.
Le module de la rivière à Seilh est de 0,791 m3/s.
L'Aussonnelle présente des fluctuations saisonnières de débit assez importantes, avec des crues d'hiver-printemps portant le débit mensuel moyen à un niveau situé entre 0,955 et 1,54 m3/s, de décembre à mai inclus (maximum en février), et des basses eaux d'été, de juillet à septembre, entraînant une baisse du débit moyen mensuel jusqu'au niveau de 0,195 m3/s au mois d'août, ce qui reste assez confortable.

### Étiage ou basses eaux
Le VCN3 peut chuter jusque 0,017 m3/s soit 17 litres par seconde, en cas de période quinquennale sèche, ce qui doit être qualifié de sévère.

### Crues
D'autre part les crues peuvent être fort importantes. En effet, les QIX 2 et QIX 5 valent respectivement 31 et 49 m3/s. Le QIX 10 est de 61 m3/s et le QIX 20 se monte à 73 m3/s. Quant au QIX 50, il est de 88 m3/s.
Le débit instantané maximal enregistré à Seilh a été de 92,1 m3/s le 25 septembre 1993, tandis que la valeur journalière maximale était de 56,6 m3/s le 23 mars 1971.

### Lame d'eau
La lame d'eau écoulée dans le bassin de l'Aussonnelle est de 130 millimètres annuellement, ce qui est médiocre et nettement inférieur à la moyenne de l'ensemble de la France (320 millimètres), et aussi à la moyenne de la totalité du bassin versant de la Garonne (384 millimètres). Le débit spécifique (ou Qsp) atteint 4,1 litres par seconde et par kilomètre carré de bassin.

## Projets
La réalimentation de l'Aussonnelle est prévue par le Conseil Général de Haute-Garonne et la Communauté Urbaine du Grand Toulouse mais aucune solution spécifique n'est encore arrêtée.